# Cabiria

Il tempio di Moloch

Karthalo

Cabiria, sottotitolato Visione storica del terzo secolo a.C., è un film muto del 1914 diretto da Giovanni Pastrone.
È considerato il primo vero colossal e il più famoso film italiano del cinema muto. È anche stato il primo film a essere proiettato alla Casa Bianca.

## Storia
Girato a Torino negli stabilimenti sulla Dora Riparia, fu il più lungo film italiano prodotto dei suoi tempi (3.364 metri di lunghezza circa per tre ore e dieci minuti di spettacolo) e anche, di gran lunga, il più costoso: un milione di lire-oro, a fronte del finanziamento medio per un film dell'epoca di cinquantamila lire. Alcune scene vennero girate anche in Tunisia, in Sicilia, sulle Alpi (nelle Valli di Lanzo, dove si diceva che fosse passato Annibale) e ai laghi di Avigliana. La versione originale era virata a colori in dodici tonalità diverse, alcune inedite.
Pastrone ebbe la lungimiranza, per il successo commerciale del film, di creare un prodotto che riunisse le esigenze di uno spettacolo popolare a quelle della cultura borghese. Partendo da un suo soggetto che narrava le vicende di una fanciulla durante la seconda guerra punica, egli ricavò delle "scene" intervallate da didascalie "letterarie" per le quali volle al suo fianco come sceneggiatore Gabriele D'Annunzio, che accettò l'incarico per ripianare parte dei propri debiti, e che conferì alla storia una nobiltà altrimenti assente.
Fu proprio D'Annunzio a ideare il nome "Cabiria", "nata dal fuoco", e a volerlo come titolo della pellicola, in quanto nome della protagonista che il dio Moloch vuole sacrificare. Sebbene però l'intera sceneggiatura sia stata attribuita a D'Annunzio, in realtà il poeta si limitò a inventare i nomi dei personaggi e a comporre le auliche didascalie. La redazione di tali didascalie in una lingua alta «ha una serie di effetti notevoli: muta la struttura testuale, muta la forma dell'enunciazione, muta i singoli enunciati [...] Si intende promuovere il pubblico a un tipo di esperienza privilegiata, assolutamente inedita rispetto ai suoi standard linguistici e non più fondata su una serie di dati di carattere informativo». Per quanto riguarda invece gli elementi narrativi utilizzati per la scrittura del film, essi furono tratti in gran parte dai romanzi Cartagine in fiamme di Emilio Salgari e Salammbô di Gustave Flaubert.
Per la musica, Pastrone chiese la collaborazione del maestro Ildebrando Pizzetti, che però non riuscì a completare il commento sonoro del film, poi ultimato da un suo allievo, il compositore Manlio Mazza. Di Pizzetti è tuttavia la breve, ma intensa Sinfonia del fuoco, usata nelle scene di sacrificio.
Il libretto di accompagnamento del film del 1914 recava una pregevole xilografia in copertina del pittore Adolfo De Carolis, con un cavallo azzannato da un lupo, simboli di Cartagine e Roma.

### Successo
Buona parte del successo di Cabiria si deve allo spagnolo Segundo de Chomón, uno dei migliori operatori sulla scena europea, a cui Pastrone affidò la fotografia del film e che impiegò una vasta serie di effetti cinematografici: fu lui a utilizzare le lampade elettriche per ottenere effetti di chiaroscuro (per esempio nella scena del sacrificio) e ad architettare la sequenza dell'eruzione dell'Etna, di notevole realismo.
Da un lato c'era un soggetto altamente popolare che alternava avventura e passione, storia e leggenda, coraggio e viltà, dall'altro una grande e spettacolare realizzazione cinematografica che faceva uso di tutti i mezzi tecnici disponibili all'epoca, compreso il sonoro, del quale Pastrone intuì l'importanza. Se a tutto questo si univa un grande "nome", di sicuro prestigio internazionale, l'operazione commerciale di Cabiria non poteva non riuscire per realizzare uno dei più grandi successi cinematografici del cinema muto.
La prima ebbe luogo il 18 aprile 1914 al Teatro Vittorio Emanuele di Torino, in contemporanea col Teatro Lirico di Milano. Il film ebbe un grande successo di critica e di pubblico, sia in Italia che all'estero: restò in cartellone per sei mesi a Parigi e per quasi un anno a New York.
Il film fu una sorta di celebrazione della romanità, poco dopo la guerra italo-turca del 1911.

## Trama
III secolo a.C., poco prima dello scoppio della seconda guerra punica. Batto è un ricco catanese, con una figlia di quattro/cinque anni di nome Cabiria. Una notte, durante un'eruzione dell'Etna, la sua casa è incendiata e crolla, ma un gruppo di servitori, compresa la nutrice Croessa che porta con sé la piccola Cabiria, trova scampo attraverso i sotterranei segreti della villa, dove Batto tiene il suo tesoro. A causa del furto di una parte del tesoro i servitori scampati fuggono da Catania e si dirigono verso il mare, dove sono fatti prigionieri da un gruppo di pirati fenici, che li vendono come schiavi a Cartagine.

Archimede progetta lo specchio ustorio, una scena del film

Croessa e Cabiria vengono acquistate da Karthalo, pontefice, che decide di immolare la bambina al dio Moloch. A Cartagine vive il romano Fulvio Axilla, con il suo fedele servo Maciste, i quali sotto copertura spiano la città rivale di Roma.
Cabiria nel frattempo viene scelta come prossima vittima sacrificale, assieme ad altri cento fanciulli, e Croessa, che ha cercato di nasconderla come inferma e quindi inadatta al sacrificio, viene punita a frustate. Liberata temporaneamente, Croessa incontra Fulvio Axilla e riconoscendolo come latino lo implora di aiutarla a salvare Cabiria, dandogli in pegno un anello col simbolo dell'aquila, già di Batto.
Intanto all'imponente tempio di Moloch ha luogo il sacrificio: in una sala adorna di centinaia di fiammelle e piena di fedeli, il fuoco sacro è acceso nel simulacro del dio: attraverso uno sportello i bambini vengono gettati nella statua dove vengono arsi. Durante la cerimonia arrivano anche Fulvio, Maciste e Croessa (l'arrivo è girato grazie all'uso del carrello, inventato proprio in quegli anni dallo stesso Pastrone). Quando è il turno di Cabiria, Maciste arriva al punto del sacrificio e strappa la bambina dalle mani del sacerdote, scappando con Fulvio al sommo del tempio, dove sono inseguiti. Qui Maciste si sbarazza degli inseguitori (gettandoli di peso nel vuoto o nei bracieri che illuminano la cima del tempio), finché non riescono a sfuggire da un passaggio che dall'occhio del dio (raffigurato in tutta la sua grandezza sulla facciata) porta alla mano e poi a terra, appena in tempo prima che la folla si riversi dietro a loro. Si rifugiano allora da un bettoliere, Bodastorèt (detto "la scimmia listata") che, minacciato da Maciste, svia gli inseguitori indirizzandoli altrove. Intanto al tempio è stata però catturata Croessa, che viene sacrificata al posto della bambina.
In Italia, nel frattempo, Annibale sta varcando le Alpi, con l'esercito e i famosi elefanti. A Cartagine si festeggia: Sofonisba, figlia di Asdrubale Giscone è promessa sposa al sovrano numida Massinissa. Fulvio Axilla e Maciste invece vengono traditi per denaro dal bettoliere e tentano di fuggire da Cartagine; Fulvio riesce nell'intento, scappando via mare. Nello stesso agguato Maciste viene invece catturato e diventa schiavo, ma prima riesce ad affidare Cabiria a Sofonisba, che l'ha soccorsa. Poi viene torturato e messo alla mola.
Gli anni passano e Siracusa è presa d'assedio da Marco Claudio Marcello; i romani sono respinti grazie agli specchi ustori di Archimede, a causa dei quali la flotta repubblicana viene data alle fiamme. In quell'armata militava anche Fulvio il quale, scampato alla distruzione della flotta, naufraga su una spiaggia, protetto dall'anello totemico di Croessa. Viene salvato proprio dai servitori di Batto, che lo portano a casa del loro padrone: Batto, riconosciuto l'anello, se ne fa raccontare la storia e viene così a sapere che la figlia, creduta morta nell'eruzione, è invece a Cartagine, forse ancora viva. Fulvio allora promette che se la sorte lo riporterà a Cartagine, libererà Cabiria per suo padre.

Il sacrificio a Moloch

Dettaglio della mano del sacerdote

Intanto Cabiria, fattasi adulta, è alla corte di Sofonisba, regina di Numidia, che è stata costretta a ripudiare il marito promesso Massinissa, unitosi ai romani, per sposarsi col più anziano Siface, re di Cirta e uno dei luogotenenti di Asdrubale Giscone. Frattanto il proconsole Scipione sbarca in Africa e al suo seguito c'è Fulvio Axilla, che penetra in Cartagine scalandone le mura tramite una piramide umana di legionari. Ritrovato il bettoliere traditore si fa svelare dov'è Maciste: liberato il suo servo, i due fuggono da Cartagine, perdendosi nel deserto. Scipione l'Africano, nel frattempo, riesce a far incendiare il campo del nemico Siface: la luce delle fiamme, nella notte, guida Maciste e l'esausto Fulvio verso i Cartaginesi, che li fanno prigionieri a Cirta, città dove vive Sofonisba. Qui vengono aiutati dalla sua serva favorita Elissa, mentre la città è assediata da Massinissa. Maciste riesce a piegare le sbarre della prigione e fuggire. Sofonisba intanto ha un incubo (girato con la tecnica della sovrimpressione), che il sacerdote Karthalo, pure lui a Cirta, interpreta come l'ira di Moloch per la vittima negata tanti anni prima (Cabiria): Sofonisba allora racconta di come era venuta in possesso della sua serva Elissa, che altro non era che Cabiria. Karthalo decide allora di riparare il torto a Moloch facendola sacrificare. Maciste intanto, spiando in casa di Karthalo, capisce dalle sue parole quello che sta accadendo e riconosce Cabiria: cerca con Fulvio di rapirla senza successo e i due si barricano in un sotterraneo.
Massinissa, alleato dei Romani, incalza la città assediata e mostrando il re Siface incatenato (catturato nell'incendio dell'accampamento), riesce a sbigottire il popolo, che cede nella difesa della città, la quale viene espugnata e saccheggiata. L'esercito arriva al palazzo reale, dove Sofonisba si offre prigioniera, sposandosi subito col re Massinissa, che ammaliato da lei vorrebbe rinunciare all'alleanza con Roma.
Il sotterraneo di Fulvio e Maciste è in realtà una cantina di vino, dove i servi di Siface tentano invano di entrare o di soffocare col fumo i prigionieri. Venuto a conoscenza della strenua resistenza dei due, Massinissa decide di incontrarli e dà loro la grazia. Incontrata anche Sofonisba, Fulvio chiede grazia per la sorte di Cabiria, però gli dicono che è già morta.
Scipione l'Africano, a colloquio con Massinissa, chiede come bottino Sofonisba, e l'ottiene nonostante le proteste. Massinissa allora chiede in segreto Maciste a Fulvio, per portare un dono alla regina. Essa decide allora di immolarsi, ma prima di morire, grata dell'aiuto del servo, gli accorda la grazia per Cabiria, che era ancora viva, donandola in sposa a Fulvio prima di soccombere tra gli spasmi del veleno che ha ingurgitato.
La battaglia di Zama piega Cartagine e Fulvio, Cabiria e Maciste tornano salvi a Roma. L'ultima scena mostra Fulvio e Cabiria sulla prua della nave, con un coro di putti che vola loro intorno, filmato con la tecnica della sovrimpressione.

## Caratteristiche
Cabiria fu un film molto ambizioso, uno dei primissimi colossal, che intendeva collegare la tradizione teatrale, la pittura, la musica, la letteratura. Queste caratteristiche furono alla base dell'approccio del migliore cinema italiano, in contrasto con la narrazione veloce e lineare imposta di lì a poco dallo statunitense Griffith.
La trama del film è molto tradizionale, con varie vicende che portano a un lieto fine, secondo i canoni del romanzo storico dell'Ottocento. In realtà essa sembra essere un semplice pretesto per mettere in scena un grandioso spettacolo visionario, come suggerisce anche il sottotitolo, che parla di "visione" del III secolo a.C., non di racconto: in questo senso Cabiria rientra ancora nei film dei primi anni del cinema, dove la componente visiva era ancora prevalente rispetto alla struttura narrativa, il cosiddetto cinema delle attrazioni. Lo stile però è profondamente diverso dagli esempi tipici del periodo delle attrazioni, e in questo Cabiria fu una pietra miliare del nascente linguaggio cinematografico.

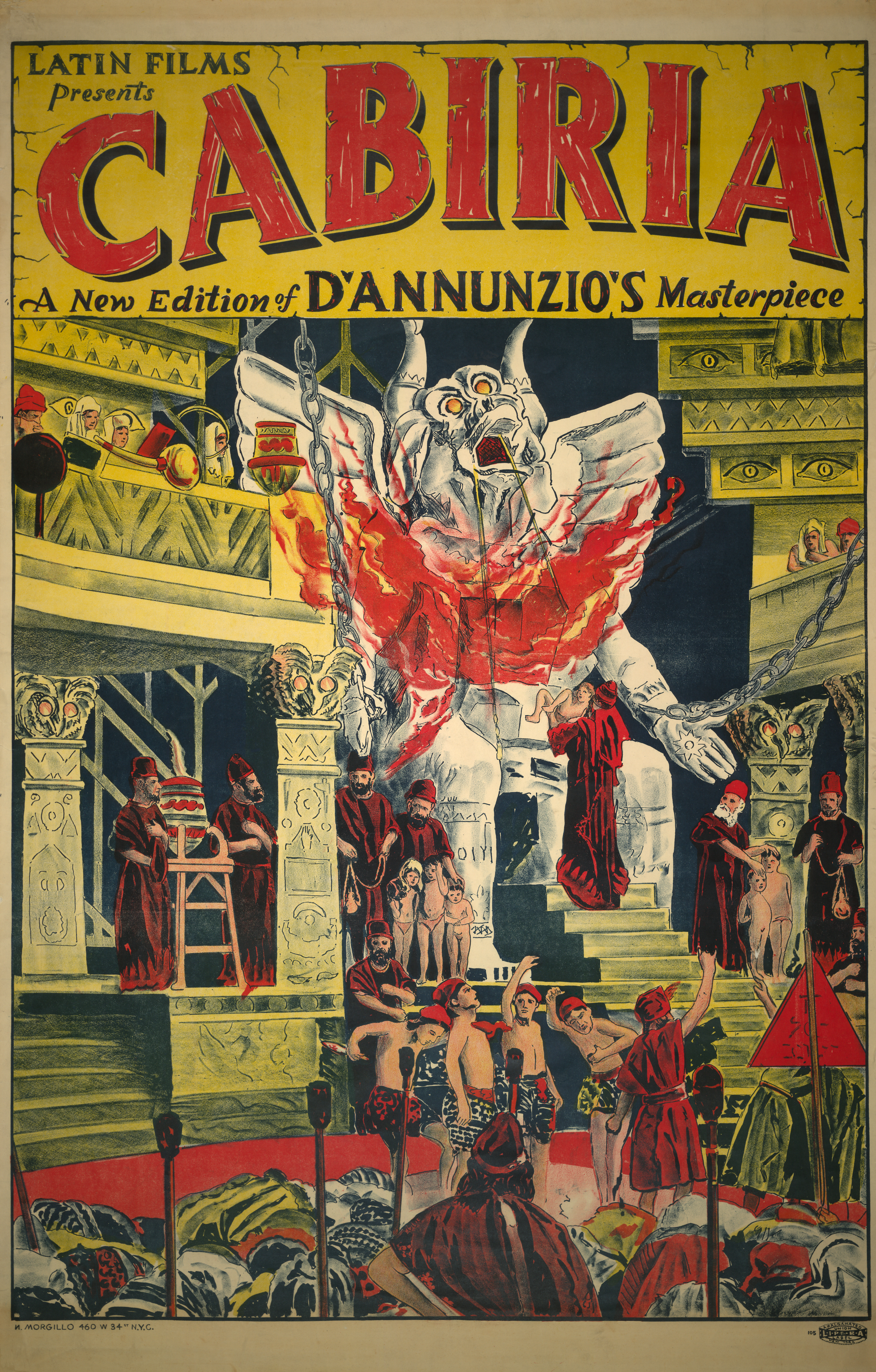
La locandina del film indirizzata al mercato anglosassone

In quell'epoca infatti i film di argomento storico in Italia dettarono un allungamento progressivo della durata delle pellicole (ripreso quindi da David W. Griffith, che canonizzò le circa due ore di proiezione) e con le loro magnifiche scenografie, ispirate ai grandiosi allestimenti del teatro d'opera, seppero creare visioni mai viste, evidenziate anche dal viraggio che colorava le scene.
Ma Pastrone si spinse ancora oltre, abbattendo la fissità dei "quadri animati" che avevano caratterizzato il cinema fino ad allora: invece di raccontare con le consuete inquadrature lunghe e fisse, che si ispiravano alla visione di un palcoscenico teatrale ("autarchiche", cioè dove l'azione aveva inizio e si concludeva), iniziò a frammentare le scene in più inquadrature da diversi punti di vista, sviluppando quindi il montaggio.
Inoltre fu l'inventore del carrello, brevettato due anni prima, che gli permetteva di muovere la cinepresa sulla scena, creando dei movimenti della macchina da presa che vanno oltre la semplice "riquadratura", usata per esempio nel L'inferno del 1911: Pastrone infatti faceva muovere la macchina non solo a destra e a sinistra, in panoramiche, ma anche avanti e indietro, obliquamente, in profondità, creando l'effetto dinamico allora mai visto della visione che "entrava" nella scena, coinvolgendo molto più emotivamente lo spettatore. Inoltre i piani usati per le inquadrature seguono una scala molto ricca, dall'ampia panoramica con profondità di campo (come nell'assedio di Cirta) al dettaglio in primissimo piano (come la mano del sacerdote durante il sacrificio). Per i personaggi Pastrone non usa ancora i primi piani per presentarli al pubblico, ma ci va vicino: ormai la scelta delle inquadrature presenta un carattere narrativo, sganciandosi dal mero valore di attrazioni cinematografiche fini a sé stesse.
Altra conquista, ampiamente sviluppata dal cinema successivo, fu l'intreccio in parallelo di più storie (in particolare tra gli eventi legati a Cabiria e la storia della guerra vera e propria).
Il film inoltre si distingue per la straordinaria varietà delle riprese, sia in scenografie ricostruite (di cartapesta), che in esterni, come le Alpi e il deserto africano. Le invenzioni visive sono continue e ricchissime, dall'eruzione dell'Etna al drammatico sacrificio, dal sogno di Sofonisba all'incendio delle navi romane. Le riprese interne vennero girate a Torino e in esterno ai laghi di Avigliana dove venne ricostruita la città di Cirta, nei dintorni di Usseglio nelle Valli di Lanzo e nel Sahara algerino dall'estate del 1913 alla primavera del 1914 con una pausa durante l'inverno.
Alcuni critici vedono in Cabiria il primo esempio di compiuto linguaggio cinematografico. Tuttavia parlare di cinema narrativo per Cabiria sarebbe ancora prematuro: la componente visionaria è ancora troppo forte e va quindi collocato in una fase di transizione. Le allucinazioni di Pastrone verranno poi riprese dal cinema muto d'avanguardia, con una citazione per esempio in Metropolis di Fritz Lang (1927).

## Colonna sonora e accompagnamento musicale
I film muti di particolare rilevanza e successo erano proiettati con un accompagnamento musicale eseguito in diretta da un'orchestra presente in sala, o più spesso con un accompagnamento al pianoforte. Le musiche eseguite erano però musiche di repertorio, senza particolari legami con il film, non pensate e composte espressamente. Durante la realizzazione di Cabiria, furono Gabriele D'Annunzio, autore della sceneggiatura e delle liriche "didascalie vergate" e il regista Giovanni Pastrone, a volere che fossero realizzate, fatto raro per l'epoca, musiche espressamente composte per l'accompagnamento sonoro di un film. La realizzazione fu inizialmente affidata al compositore Ildebrando Pizzetti, il quale, preoccupato della ricaduta negativa di immagine dovuta all'accostamento al mezzo cinematografico, allora considerato poco più che una baracconata circense, preferì limitarsi alla composizione della musica della sola scena principale, il sacrificio a Moloch, la "Sinfonia del Fuoco", delegando e affidando la compilazione della restante parte dell'accompagnamento sonoro, della durata di circa due ore, al maestro Manlio Mazza, suo allievo e collaboratore. A fronte di recenti studi, pare che la "Sinfonia del Fuoco" non venne sincronizzata alla scena del sacrificio, considerato che non era stata neppure accuratamente composta per farlo: erano assenti le più basilari corrispondenze cronometriche, indispensabili, e non vi era alcuna intenzione di aderenza, se non da un punto di vista concettuale (vedasi l'uso del tenore solista e dei cori). Le versioni restaurate, considerato che la versione del 1914 è andata perduta, utilizzano erroneamente la composizione di Pizzetti in concomitanza della scena del Moloch, mentre probabilmente questa venne utilizzata come Overture durante le premiere della pellicola, ma non venne integrata nelle musiche di scena.
Dato certo è che Mazza realizzò 624 pagine di partitura a fronte delle 65 pagine composte dal Pizzetti. Le musiche composte per grande orchestra e coro (esiste anche una riduzione per solo pianoforte realizzata dal maestro Mazza), sono un caso di musica "sincronizzata" specificamente con lo svolgimento dell'azione cinematografica, e furono universalmente riconosciute e apprezzate; contribuirono inoltre in maniera fondamentale al successo del film. Il film fu proiettato negli Stati Uniti nel 1915 e l'accompagnamento sonoro fu affidato alla direzione d'orchestra di Josef Carl Breil, che ne apprezzò a tal punto l'idea alla base, da proporre una soluzione analoga per la sonorizzazione del film "Nascita di una Nazione".
Nel 1931 fu realizzato un nuovo montaggio della pellicola. Pizzetti non concesse il permesso di servirsi della sua musica. Si decise allora di commissionare ai compositori Luigi Avitabile e José Ribas una partitura inedita da sincronizzare, tramite dischi di gommalacca, con il nuovo montaggio delle immagini. Questa nuova colonna sonora è riemersa dopo un lungo lavoro di restauro sugli originali dischi in formato Bixiophone.
La colonna sonora è stata ripresa nel 2014 in occasione del centenario della realizzazione del film, ed eseguita dalla orchestra sinfonica della RAI presso l'auditorium RAI "Arturo Toscanini" di Torino.

## Maciste

Ritratto di D'Annunzio, creatore del gigante "Maciste"

In Cabiria comparve per la prima volta il personaggio di Maciste, l'imbattibile gigante buono coi deboli e spietato coi cattivi, interpretato dallo scaricatore del porto di Genova Bartolomeo Pagano, nato dall'idea di Giovanni Pastrone e di Gabriele D'Annunzio. La sua prestanza fisica crea un personaggio che si difende bene anche col trascorrere degli anni, capace ancora oggi di appassionare. In Cabiria la sua stella nascente eclissò anche una diva come Italia Almirante Manzini, imponendo il proprio personaggio che in seguito divenne l'eroe di innumerevoli serie.

## Distribuzione
Il film è stato distribuito a livello internazionale a partire dal 1914.

### Data di uscita
Alcune date di uscita nel corso degli anni sono state:
- 18 aprile 1914 in Italia - (Prima in contemporanea a Torino[25] e Milano[26])
- 9 maggio 1914 negli USA - (New York)[27]
- 25 novembre 1915 in Francia
- 17 febbraio 2007 in Germania - (Versione restaurata al Festival Internazionale di Berlino)
- 5 maggio 2007 in Giappone - (Festival del Cinema Italiano Tokyo)

## Influenze
Il regista statunitense David W. Griffith omaggiò Cabiria e il cinema storico italiano nell'episodio babilonese di Intolerance. Anche Fritz Lang inserì un Moloch che divora le persone in Metropolis. La copia della statua del dio Moloch è oggi conservata presso il Museo nazionale del cinema di Torino. Anche le opere di Cecil B. DeMille devono molto al capostipite del peplum, Pastrone.

## Restauro
La sera del 13 marzo 2006 al Teatro Regio di Torino è stato programmato il nuovo film, restaurato nei laboratori Prestech di Londra, di Cabiria, curato dal Museo del Cinema in collaborazione con Joao S. de Oliveira.
Il 27 maggio 2006, la versione restaurata, viene proiettata anche al 59º Festival di Cannes. Questa proiezione venne preceduta da una video presentazione del film curata da Martin Scorsese.
La ricostruzione, fedele all'originale, oltreché avvalorata da recenti ritrovamenti di importanti documenti di lavorazione, ha restituito tecnologicamente splendore alle immagini sbiadite dal tempo e dalle ristampe. Ha fatto seguito un tour mondiale passato da New York, Tokyo e Parigi.